# Prosta Tower
Prosta Tower – biurowiec znajdujący się na warszawskiej Woli przy ulicy Prostej.

## Historia
Pozwolenia na budowę budynku uzyskano w roku 2006, jednak budowa rozpoczęła się w październiku 2007 roku, a zakończyła we wrześniu 2011. Inwestorem był Marvipol a wykonawcą Warbud. Prosta Tower ma 19 kondygnacji nadziemnych oraz 5-kondygnacyjny parking podziemny na 75 samochodów. Przylega północną ścianą do mieszkalnego wieżowca Łucka City, co tworzy jedyny w Polsce i rzadko spotykany na świecie układ pary zrośniętych wysokościowców.
Budynek zaprojektowany został przez Autorską Pracownię Architektury pod kierownictwem Stefana Kuryłowicza. Początkowo projekt różnił się od obecnego, gdyż wieżowiec miał być apartamentowcem, plany pokrzyżował jednakże kryzys finansowy i zmniejszenie się popytu na nowe mieszkania pod koniec 2008 roku. Inwestor zmienił swoje plany i zdecydował o przeznaczeniu obiektu na cele biurowe. W nowym projekcie budynek zyskał charakterystyczną ażurową fasadę z żelbetu. Unikalny system poprawił parametry ekonomiczne budynku: stał się elementem ograniczającym nadmierne nasłonecznienie powierzchni biurowych o około 40% i wyeliminował konieczność zastosowania w południowo-zachodniej elewacji żaluzji, poprawiając dodatkowo właściwości akustyczne wnętrz. W budynku istnieje również część garażowa licząca 5 kondygnacji.
Zarządcą budynku jest od 2020 firma MVGM Property Management Poland Sp. z o.o.